# Осада Вильны (1661)
Осада Вильны (1660—1661) — одно из событий русско-польской войны 1654—1667. Русский гарнизон под командованием воеводы князя Даниила Мышецкого на протяжении 16 месяцев держал осаду от Войска Литовского.

## Предыстория
Начало 1660-х годов было неудачным для русской армии. После поражения в битве на Полонке и отступления из Центральной Белоруссии армии князя И. А. Хованского войска Речи Посполитой начали возвращать под свой контроль земли Великого княжества Литовского. В нескольких крупных городах (Вильно, Ковно, Брест, Гродно) были оставлены русские гарнизоны. Гарнизон Вильно насчитывал по разным данным от 700 до 1300 человек, включая солдат и казаков. Первая попытка вернуть под свой контроль Вильну произошла 29 апреля 1660 года. Эта попытка взять город, который был ослаблен только что закончившемся моровым поветрием, не принесла успеха. Перед началом осады воеводе князю Михаилу Шаховскому удалось значительно укрепить город: «… и что сделан был острог, и тот острог подгнил и развалился. И я сделал вместо того острогу город рубленой в 2 стены — половину городу большую вместо земляного города, по чертежу и по закладу полковника Томаса Бели … и около всего городка воду устроил. И в большом городе где живут мещане, где были полые места заделал и обламы около всего города сделал и намастил».

## Осада
13 июля 1660 года началась осада города силами литовской жмудской дивизии под командованием Михала Паца (до 4000 чел.). Князь Мышецкий сжёг городские предместья, чтобы противник не мог использовать их для укрытия, и заперся в Виленском замке. Отсутствие осадной артиллерии вынудило литовцев предпринять штурм 31 июля 1660 года, который завершился неудачей и стоил нападавшим 700 чел. убитыми и ранеными. После этого жмудская дивизия отправилась на соединение с главными силами польско-литовской армии, а город остался осаждать корпус Казимира Жеромского численностью 2000-3000 регулярных войск, поддержанных виленским ополчением. 17 августа 1660 года русский гарнизон предпринял большую вылазку и даже ворвался на литовские позиции. В конце августа к осаждавшим войскам прибыли приватные части Богуслава Радзивилла с осадной артиллерией.
Узнав о тяжелом положении с боеприпасами и продовольствием у осажденных, Жеромский 8 ноября 1660 года предпринял очередной штурм, который завершился поражением литовцев. 27 ноября 1660 года завершилась неудачей попытка поджечь виленский замок (потери нападавших — до 100 человек убитыми и ранеными). В декабре литовцы предприняли попытку подвести под стены замка мину, но русский гарнизон, узнав от о замыслах противника от перебежчика, смог сорвать диверсию, обрушив своды минной галереи. В декабре 1660 года осаду возглавил великий гетман литовский Павел Сапега. Он начал переговоры о сдаче крепости. Однако эти переговоры ни к чему не привели. Гарнизон Вильны «принимал от неприятелей своих всякие утеснения и отстоял с помощью Божиею от пяти приступов».

## Сдача замка
Литовское командование перешло к затяжной осаде, которая продолжалась ещё год. Неудачи на фронте не позволили русскому командованию оказать помощь осажденному гарнизону. Ряды защитников таяли, но князь не собирался сдаваться и казнил любого, кто говорил о сдаче. Несколько десятков человек в течение осады перешло на сторону противника. В ноябре 1661 года к городу прибыл король Ян II Казимир Ваза и стал готовиться к решающему штурму. К этому времени в гарнизоне города осталось только 78 человек. Увидев приготовления к атаке, «стала в замке между полковниками и солдатами шаткость большая, стали… говорить шумом, чтоб город сдать», и князю Даниилу Ефимовичу пришлось согласиться. Однако согласие князя оказалось притворным. Как писал сам князь, «…я склонился на это их прошенье, выходил к польским людям на переговоры и просил срока на один день, чтоб в то время, где из пушек разбито, позаделать».
Узнав, что князь не собирается сдавать город, начальные люди и солдаты все гилем 3 декабря 1661 года арестовали своего воеводу, связали, заковали в железа, рухлядь… пограбили всю без остатка, впустили польских людей в замок, а князя выдали литовцам. Гарнизон, кроме трёх человек, присягнул польскому королю. 8 декабря королевский суд приговорил воеводу к смертной казни, и 10 декабря 1661 года на Ратушной площади князь Мышецкий был казнён «усекновением головы».